# Silent Jim
Silent Jim és una pel·lícula muda de l'Éclair estrenada el 5 de novembre de 1912. Ambientada en els boscos del Canadà, va ser protagonitzada per Alec B. Francis i Barbara Tennant.

## Argument
“Silent Jim” és un paranyer del nord-oest del Canadà. Periòdicament ve a un local comercial on intercanvia les pells que ha aconseguit per diversos subministraments. Mai parla. Un dia però, davant la insistència d'uns joves de la policia muntada del Canadà trenca el seu silenci i els explica que ell també havia portat aquest uniforme però que el va deshonorar, tot per l'amor a una dona. En explicar la seva història la pel·lícula fa un salt de vint anys enrere.
Jim era un jove anglès que havia emigrat a Canadà a la recerca de fortuna. El joc, però, el va deixar ben aviat sense res. Havia conegut Jacqueline de la que es va enamorar però hi havia també un altre home que li anava al darrere, Black Baptiste, un paranyer. Aquest portava a la noia tot de pells de regal que Jim no es podia permetre i la noia el va triar a ell.
Més tard, Jim acaba enrolat en la policia muntada i poc després de rebre el seu equipament se li presenta la primera ocasió per actuar. Observa com dos homes es barallen en un penya-segat i un, Jackphine, un indi Cree, és assassinat. També identifica l'altre: es tracta del mateix Baptiste. Jim el segueix fins a la cabana de Jacqueline però allà ella l'ha amagat de manera que pot escapar. En la persecució Jim és atrapat i enfonsat dins el llot fins a la cintura, no pot sortir. Baptiste torna enrere i se’n burla i l'invita a que el dispari. Jim li llença la seva pistola però Baptiste l'agafa i deixa a Jim abandonat allà. A la nit però decideix tornar i salvar-lo. Amb l'ajuda d'un bastó aconsegueix treure Jim que està inconscient i se’l carrega a l'esquena fins a la cabana de Jacqueline on l'estira al llit.
Mentrestant, la policia muntada ha rebut ordres de capturar Baptiste viu o mort. White Wing, la filla de Jackphine l'ha denunciat per la mort del seu pare. Quan arriben a la cabana Baptiste els sent i en intentar fugir és descobert per un sergent que el segueix. Quan el sergent és a punt de disparar, Jacqueline pren una pistola si s'aboca per la finestra. Jim, que ja està despert, veu com la noia vol matar el seu sergent però que, sinó ho fa, aquest dispararà l'home que l'ha salvat. En el moment en què és punt de disparar, al sergent li cau l'arma, ja que algú li ha disparat a la mà. Alguns oficials entren a la cabana i hi descobreixen Jim amb un fusell a les mans. Deshonorat, se’l fa fora del cos. Baptiste ha escapat. Al vespre Baptiste torna a buscar Jacqueline. Aquesta dubta de si quedar-se amb Jim o fugir amb Baptiste, però al final tria el segon.
L'escena es dissol i tornem a 20 anys després. Jim ha explicat la seva història. Un dels oficials se li acosta i li mostra una cicatriu a la mà: és el seu sergent, que li dona la mà. Jim agafa les seves coses, el seu rifle i marxa. En el moment d'acabar la pel·lícula, veiem a Jim, està agenollat en un vessant. Del seu sarró treu un floc de cabells, una relíquia que havia trobat en la cabana abandonada de Jacqueline i que ha guardat durant 20 anys.

## Repartiment
- Alec B. Francis (Silent Jim)
- Barbara Tennant (Jacqueline)
- Lamar Johnstone (el sergent)
- Robert Frazer (Black Baptiste)
- Muriel Ostriche (White Wing)
- Will E. Sheerer (Capità)
- George Larkin (Jackphine)
- W. A. Kelley (Tinent)
- Mathilde Baring

## Producció
La pel·lícula va ser produïda per la Éclair America i distribuïda per la Universal Film Manufacturing Company. Es va rodar majoritàriament en exteriors naturals. Durant l'escena en que Jim es troba atrapat en el fang de les arenes movedisses la companyia va acabar la pel·lícula i Francis va haver d'esperar ben moll a que es viatgés al poble a buscar-ne més per poder acabar l'escena. George Larkin també va ser ferit en un braç durant una escena de la pel·lícula.